# 2020년 KBO 리그 신인 드래프트
2020년 KBO 리그 신인 선수 지명 회의는 2019년에 진행된 신인 지명 회의이다.

## 지명 방식
2007년지명부터 2016년지명까지 실시되었던 홀수 라운드는 전년도 순위의 역순, 짝수 라운드는 전년도 순위대로 지명하는 방식, 소위 ㄹ자 지명방식이 폐지되면서, 2017년 신인드래프트부터 홀수, 짝수 라운드 상관없이 모든 라운드에서 전년도 순위의 역순으로 선수를 지명하는 소위 Z자 지명방식이 사용된다.
2차 지명 순서
- 모든 라운드 : NC → kt → LG → 롯데 → 삼성 → KIA → 키움 → 한화 → 두산 → SK

## 지명결과

### 1차 지명
- 10개 구단의 1차지명이 7월 1일에 실시되었다.
- 전년도에 방송해준 것과는 달리 홈페이지에 일괄공지 한다.
- 서울 공동 연고권을 가지고 있는 서울 3개 팀은 LG - 키움 - 두산의 순서로 지명하였다.

| 구단          | 출신교           | 포지션 | 성명   | 계약금      |
| ------------- | ---------------- | ------ | ------ | ----------- |
| SK 와이번스   | 야탑고등학교     | 투수   | 오원석 | 2억원       |
| 두산 베어스   | 성남고등학교     | 투수   | 이주엽 | 2억원       |
| 한화 이글스   | 북일고등학교     | 투수   | 신지후 | 2억 2천만원 |
| 키움 히어로즈 | 장충고등학교     | 외야수 | 박주홍 | 2억원       |
| KIA 타이거즈  | 광주제일고등학교 | 투수   | 정해영 | 2억원       |
| 삼성 라이온즈 | 경북고등학교     | 투수   | 황동재 | 2억 3천만원 |
| 롯데 자이언츠 | 경남고등학교     | 투수   | 최준용 | 2억 5천만원 |
| LG 트윈스     | 휘문고등학교     | 투수   | 이민호 | 3억원       |
| kt 위즈       | 유신고등학교     | 투수   | 소형준 | 3억 6천만원 |
| NC 다이노스   | 마산용마고등학교 | 투수   | 김태경 | 1억 5천만원 |

### 2차 지명
- 전 라운드에 걸쳐 전년도 순위의 역순으로 선수를 지명하는 소위 Z자 지명방식이 적용된다.
- 8월 26일 월요일 오후 2시에 열린다.

| 라운드 | NC                                            | kt                                          | LG                                         | 롯데                                      | 삼성                                        | KIA                                         | 키움                                      | 한화                                          | 두산                                      | SK                                          |
| ------ | --------------------------------------------- | ------------------------------------------- | ------------------------------------------ | ----------------------------------------- | ------------------------------------------- | ------------------------------------------- | ----------------------------------------- | --------------------------------------------- | ----------------------------------------- | ------------------------------------------- |
| 1      | 정구범 (덕수고,투수) (계약금:2억 5천만원)     | 강현우 (유신고,포수) (계약금:1억 5천만원)   | 김윤식 (진흥고,투수) (계약금:2억원)        | 홍민기 (대전고,투수) (계약금:1억 6천만원) | 허윤동 (유신고,투수) (계약금:1억 5천만원)   | 박민 (야탑고,내야수) (계약금:1억 5천만원)   | 이종민 (성남고,투수) (계약금:1억 1천만원) | 남지민 (부산정보고,투수) (계약금:1억 6천만원) | 장규빈 (경기고,포수) (계약금:1억 4천만원) | 전의산 (경남고,내야수) (계약금:1억 3천만원) |
| 2      | 박시원 (광주일고,외야수) (계약금:1억 2천만원) | 천성호 (단국대,내야) (계약금:1억원)         | 이주형 (경남고,내야수 (계약금:1억 5천만원) | 박재민 (전주고,투수) (계약금:1억 1천만원) | 김지찬 (라온고,내야수) (계약금:1억 1천만원) | 홍종표 (강릉고,내야수) (계약금:1억 1천만원) | 신준우 (대구고,내야수) (계약금:9천만원)   | 한승주 (부산고,투수) (계약금:1억 1천만원)     | 제환유 (공주고,투수) (계약금:1억원)       | 김성민 (경기고,내야수) (계약금:1억원)       |
| 3      | 안인산 (야탑고,투수) (계약금:1억원)           | 이강준 (설악고,투수) (계약금:9천만원)       | 손호영 (홍익대,내야수) (계약금:없음)       | 박명현 (야탑고,투수) (계약금:9천만원)     | 홍원표 (부천고,투수) (계약금:8천만원)       | 오규석 (휘문고,투수) (계약금:8천만원)       | 김동혁 (덕수고,투수) (계약금:8천만원)     | 임종찬 (북일고,외야수) (계약금:9천만원)       | 최세창 (개성고,투수) (계약금:8천만원)     | 최지훈 (동국대,외야수) (계약금:8천만원)     |
| 4      | 임형원 (인천고,투수) (계약금:8천만원)         | 윤준혁 (충암고,내야수) (계약금:8천만원)     | 강민 (서울고,투수) (계약금:8천만원)        | 정도웅 (광주일고,내야수) (계약금:7천만원) | 이승민 (대구고,투수) (계약금:7천만원)       | 유지성 (북일고,투수) (계약금:7천만원)       | 김병휘 (장충고,내야수) (계약금:7천만원)   | 강재민 (단국대,투수) (계약금:8천만원)         | 조제영 (용마고,투수) (계약금:7천만원)     | 현원회 (대구고,포수) (계약금:7천만원)       |
| 5      | 강태경 (배명고,투수) (계약금:7천만원)         | 김성균 (신일고,내야수) (계약금:7천만원)     | 유영찬 (건국대,투수) (계약금:7천만원)      | 황성빈 (경남대,외야수) (계약금:7천만원)   | 박주혁 (휘문고,투수) (계약금:6천만원)       | 김양수 (북일고,투수) (계약금:6천만원)       | 박관진 (인하대,투수) (계약금:6천만원)     | 장웅정 (동국대,투수) (계약금:7천만원)         | 박지훈 (마산고,내야수) (계약금:6천만원)   | 이재성 (라온고,투수) (계약금:6천만원)       |
| 6      | 한건희 (대전고,투수) (계약금:6천만원)         | 서경찬 (선린인터넷고,투수) (계약금:6천만원) | 하영진 (원주고,투수) (계약금:6천만원)      | 엄태호 (장충고,외야수) (계약금:6천만원)   | 조경원 (비봉고,투수) (계약금:5천만원)       | 장재혁 (경남고,투수) (계약금:5천만원)       | 문찬종 (전 휴스턴,내야수) (계약금:없음)   | 최인호 (포철고,외야수) (계약금:6천만원)       | 오명진 (세광고,내야수) (계약금:5천만원)   | 류효승 (성균관대,외야수) (계약금:5천만원)   |
| 7      | 김한별 (배재고,내야수) (계약금:5천만원)       | 한지용 (신일고,포수) (계약금:5천만원)       | 함창건 (충암고,외야수) (계약금:5천만원)    | 김건우 (제물포고,내야수) (계약금:5천만원) | 정진수 (연세대,포수) (계약금:5천만원)       | 백현종 (동강대,포수) (계약금:4천만원)       | 정재원 (서울고,투수) (계약금:4천만원)     | 최이경 (동국대,투수) (계약금:5천만원)         | 김성민 (진흥고,투수) (계약금:4천만원)     | 길지석 (야탑고,투수) (계약금:4천만원)       |
| 8      | 한재환 (개성고,내야수) (계약금:4천만원)       | 문상준 (휘문고,내야수) (계약금:4천만원)     | 성재헌 (연세대,투수) (계약금:4천만원)      | 한지운 (광주일고,포수) (계약금:4천만원)   | 신동수 (개성고,내야수) (계약금:4천만원)     | 강민수 (장충고,투수) (계약금:4천만원)       | 김대한 (동성고,투수) (계약금:3천만원)     | 박정현 (유신고,내야수) (계약금:4천만원)       | 양찬열 (단국대,외야수) (계약금:4천만원)   | 김교람 (제물포고,내야수) (계약금:3천만원)   |
| 9      | 이종준 (군산상고,투수) (계약금:3천만원)       | 여도건 (대구고,투수) (계약금:3천만원)       | 이정우 (경남고,외야수) (계약금:3천만원)    | 김현종 (광명공고,투수) (계약금:3천만원)   | 한연욱 (대구고,투수) (계약금:3천만원)       | 이인한 (강릉영동대,외야수) (계약금:3천만원) | 박동혁 (화순고,내야수) (계약금:3천만원)   | 김범준 (충암고,투수) (계약금:3천만원)         | 최종인 (부산고,투수) (계약금:3천만원)     | 이거연 (홍익대,외야수) (계약금:3천만원)     |
| 10     | 노상혁 (동의대,투수) (계약금:3천만원)         | 최지효 (장안고,내야수) (계약금:3천만원)     | 박찬호 (영문고,투수) (계약금:3천만원)      | 신학진 (강릉고,투수) (계약금:3천만원)     | 김경민 (성균관대,내야수) (계약금:3천만원)   | 최용준 (부산공고,투수) (계약금:3천만원)     | 김동욱 (홍익대,투수) (계약금:2천만원)     | 김승일 (경남고,투수) (계약금:3천만원)         | 안권수 (와세다대,외야수) (계약금:3천만원) | 박시후 (인천고,투수) (계약금:2천만원)       |

- 'Z'자 방식으로 지명 순서를 정함.

## 에피소드
- 1차지명자중 9명이 투수(우완 8, 좌완 1)이고, 단 한명만 야수이다.
- 키움 히어로즈의 1차지명을 받은 박주홍은 1차지명자중 유일한 야수 지명자이다.
- 한화 이글스의 1차지명을 받은 신지후는 전 한화 이글스 선수이자 현재 북일고 코치인 신경현의 아들이다.
- KIA 타이거즈의 1차지명을 받은 정해영은 현 KIA 타이거즈 2군 전력분석원인 정회열의 아들이다. 아버지인 정회열또한 1990년 KIA 타이거즈 1차지명자였다. 부자가 한 팀의 1차 지명을 받은 KBO 리그 최초의 사례로 기록되었다.
- LG 트윈스의 3라운드 지명은 받은 손호영, 키움 히어로즈의 6라운드 지명은 받은 문찬종, 두산 베어스의 10라운드 지명을 바은 안권수는 모두 해외파 출신이며, 3명 모두 서울권 팀에 지명되었다.
- 고졸,대졸 통틀어서 휘문고등학교가 7명으로 가장 많은 지명을 받았다. 그 다음으로는 경남고등학교, 유신고등학교가 6명이 지명받았다.
- 삼성 라이온즈의 2라운드 지명을 받은 김지찬은 163cm의 신장(구단 발표)으로 KBO 최단신 선수이다.
- 삼성 라이온즈의 6라운드 지명을 받은 조경원은 비봉고등학교 창단 첫 프로지명자가 되었다.
- 1라운드에서 투수 6명(좌완 5명, 우완 1명), 내야 1명, 포수 3명이 지명을 받았다.
- 이번 드래프트에서 대졸선수들은 대졸 의무 지명 할당제에도 불구하고 작년에 비해 지명률이 떨어졌다. 대졸선수는 총 18명만이 지명을 받았다.
- 청소년 대표팀의 남지민(부산정보고,  한화), 이주엽(성남고, 두산), 오원석(야탑고), 현원회(대구고, SK), 허윤동(유신고), 김지찬(라온고,  삼성), 이민호(휘문고), 이주형(경남고), 이정우(경남,  LG), 소형준(유신고), 강현우(유신고), 이강준(설악고, KT), 최준용(경남고, 롯데), 박민(야탑고,  KIA), 신준우(대구고), 박주홍(장충고,  키움), 박시원(광주일고, NC)이 프로 지명을 받았고, 순천효천고의 김진섭만 지명 받지 못하였다.

## 출신 학교 별 정리

### 서울
- 휘문고등학교 - 이민호(LG, 1차지명), 오규석(KIA, 3라운드), 박주혁(삼성, 5라운드), 정진수(연세대-삼성, 7라운드), 문상준(KT, 8라운드), 이거연(홍익대-SK, 9라운드), 김동욱(홍익대-키움, 10라운드)
- 장충고등학교 - 박주홍(키움, 1차지명), 김병휘(키움, 4라운드), 엄태호(롯데, 6라운드), 강민수(KIA, 8라운드), 양찬열(단국대-두산, 8라운드)
- 성남고등학교 - 이주엽(두산, 1차지명), 이종민(키움, 1라운드), LG, 8라운드)
- 덕수고등학교 - 정구범(NC, 1라운드), 김동혁(키움, 3라운드)
- 경기고등학교 - 장규빈(두산, 1라운드), 김성민(SK, 2라운드)
- 충암고등학교 - 윤준혁(KT, 4라운드), 문찬종(HOU-키움, 6라운드), 함창건(LG, 7라운드), 김범준(한화, 9라운드)
- 서울고등학교 - 강민(LG, 4라운드), 정재원(키움, 7라운드)
- 배명고등학교 - 강태경(NC, 5라운드), 유영찬(건국대-LG, 5라운드)
- 신일고등학교 - 김성균(KT, 5라운드), 한지용(KT, 7라운드)
- 선린인터넷고등학교 - 서경찬(KT, 6라운드)
- 배재고등학교 - 김한별(NC, 7라운드)

### 인천
- 인천고등학교 - 임형원(NC, 4라운드), 박시후(SK, 10라운드)
- 제물포고등학교 - 김건우(롯데, 7라운드), 김교람(SK, 8라운드)

### 경기
- 야탑고등학교 - 오원석(SK, 1차지명), 박민(KIA, 1라운드), 안인산(NC, 3라운드), 박명현(롯데, 3라운드), 길지석(SK, 7라운드)
- 유신고등학교 - 소형준(KT, 1차지명), 강현우(KT, 1라운드), 허윤동(삼성, 1라운드), 장웅정(동국대-한화, 5라운드), 최이경(동국대, 한화), 박정현(한화, 8라운드)
- 라온고등학교 - 김지찬(삼성, 2라운드), 이재성(SK, 5라운드)
- 충훈고등학교 - 손호영(홍익대-CHC-연천 미라클-LG, 3라운드)
- 부천고등학교 - 홍원표(삼성, 3라운드)
- 소래고등학교 - 황성빈(경남대-롯데, 5라운드)
- 비봉고등학교 - 조경원(삼성, 6라운드)
- 광명공업고등학교 - 김현종(롯데, 9라운드)
- 장안고등학교 - 최지효(KT, 10라운드)

### 충청
- 북일고등학교 - 신지후(한화, 1차지명), 임종찬(한화, 3라운드), 유지성(KIA, 4라운드), 김양수(KIA, 5라운드)
- 대전고등학교 - 홍민기(롯데, 1라운드), 한건희(NC, 6라운드)
- 공주고등학교 - 제환유(두산, 2라운드)
- 세광고등학교 - 오명진(두산, 6라운드)

### 강원
- 강릉고등학교 - 홍종표(KIA, 2라운드), 박관진(인하대-키움, 5라운드), 이인한(강릉영동대-KIA, 9라운드), 신학진(롯데, 10라운드)
- 설악고등학교 - 이강준(KT, 3라운드)
- 원주고등학교 - 하영진(LG, 6라운드)

### 대구,경북
- 경북고등학교 - 황동재(삼성, 1차지명)
- 대구고등학교 - 신준우(키움, 2라운드), 이승민(삼성, 4라운드), 현원회(SK, 4라운드), 여도건(KT, 9라운드), 한연욱(삼성, 9라운드)
- 포항제철고등학교 - 최인호(한화, 6라운드), 김경민(성균관대-삼성, 10라운드)
- 대구상원고등학교 - 류효승(성균관대-SK, 6라운드)
- 경주고등학교 - 백현종(동강대, KIA)
- 영문고등학교 - 박찬호(LG, 10라운드)

### 부산,경남
- 경남고등학교 - 최준용(롯데, 1차지명), 전의산(SK, 1라운드), 이주형(LG, 2라운드), 장재혁(KIA, 6라운드), 이정우(LG, 9라운드), 김승일(한화, 10라운드)
- 마산용마고등학교 - 김태경(NC, 1차지명), 강재민(단국대-한화, 4라운드), 조제영(두산, 4라운드), 노상혁(동의대-NC, 10라운드)
- 부산정보고등학교 - 남지민(한화, 1라운드)
- 부산고등학교 - 한승주(한화, 2라운드), 최종인(두산, 9라운드)
- 개성고등학교 - 최세창(두산, 3라운드), 한재환(NC, 8라운드), 신동수(삼성, 8라운드)
- 마산고등학교 - 박지훈(두산, 5라운드)
- 부산공업고등학교 - 최용준(KIA, 10라운드)

### 전북
- 전주고등학교 - 박재민(롯데, 2라운드)
- 군산상업고등학교 - 이종준(NC, 투수)

### 광주,전남
- 광주제일고등학교 - 정해영(KIA, 1차지명), 박시원(NC, 2라운드), 최지훈(동국대-SK, 3라운드), 정도웅(롯데, 4라운드), 한지운(롯데, 8라운드)
- 광주진흥고등학교 - 김윤식(LG, 1라운드), 천성호(단국대-KT, 2라운드), 김성민(두산, 7라운드)
- 광주동성고등학교 - 김동은(키움, 8라운드)
- 화순고등학교 - 박동혁(키움, 9라운드)

### 기타
- 와세다대학교 - 안권수(카나플렉스-두산, 10라운드)